# Maria de Rudenz
Maria de Rudenz és un dramma tragico, o òpera tràgica en tres actes de Gaetano Donizetti. El llibret italià va ser escrit per Salvatore Cammarano. Va ser estrenada al Teatre La Fenice de Venècia el 30 de gener de 1838, amb una tèbia acollida. El compositor estava tan convençut que l'obra no assoliria l'èxit que no va deixar passar un any abans d'emprar el primer larghetto del finale per a l'escena del temple de Poliuto.

## Gènesi
Maria de Rudenz va sorgir en una època difícil de la vida del compositor: sis mesos abans de la seua estrena, al juliol de 1837, la seua muller havia mort de còlera. El contracte per a la nova òpera, destinada a la reobertura de La Fenice, que havia sofert un incendi l'hivern anterior i que s'havia reconstruït, va ser signat al febrer de 1837. Donizetti i Cammarano van considerar diversos temes: el drama francès Un duel sous le cardinal Richelieu, que posteriorment donaria lloc a Maria di Rohan, Rienzi d'Edward Bulwer-Lytton, que es va descartar per por a patir problemes de censura; i el també drama francès La nonne sanglante, que en principi va ser rebutjat per massa sanguinari, atès que cap dels personatges principals sobrevivia a la caiguda del teló. Tanmateix, Cammarano va modificar la trama i va eliminar un dels cadàvers, i finalment La nonne sanglante va donar lloc a Maria de Rudenz. L'estrena va ser un fracàs, i el compositor, que no va poder assistir personalment a l'estrena, es va guanyar l'antipatia dels venecians fins al punt que mai més li va ser encarregada una òpera per a Venècia.

## Sinopsi
Lloc: Suïssa
Temps: Segle XV
Un any abans de l'inici de l'acció Maria va ser segrestada pel malvat Corrado, que la va abandonar en una catacomba amb la intenció de deixar-la-hi morir. Maria sobreviu i pot tornar al castell familiar just en el moment en què Corrado es disposa a casar-se amb la cosina de Maria, Matilde, la qual, en absència d'altres membres de la família, ha estat designada hereva de la propietat. Maria inicialment té la intenció d'ingressar en un convent, però després s'adona que està enamorada del seu segrestador i aleshores empresona Matilde en una masmorra i manifesta que no l'alliberarà si Corrado no oblida Matilde i jura estimar-la només a ella. Corrado, desesperat, apunyala Maria.
Maria, mortalment ferida, pot reunir prou forces per assassinar la seua rival Matilde, poc abans de les seues esposalles amb Corrado.
Finalment Maria, poc abans de morir, perdona Corrado i proclama el seu amor per ell, malgrat tot el que ha passat. Corrado manifesta que el seu càstig és romandre viu.

## Enregistraments
- (en viu) Katia Ricciarelli, Silvia Baleani, Leo Nucci, Alberto Cupido, Giorgio Surjan, Silvio Eupani, Orquestra i cor del Teatre La Fenice de Venècia, dirigits per Eliahu Inbal. Fonit Cetra
- (1997, Londres). Nelly Miricioiu, Robert McFarland, Bruce Ford, Matthew Hargreaves, Regina Nathan, Geoffrey Mitchell Choir, Philharmonia Orchestra, dirigida per David Parry. Opera Rara. ORC16